# Марийский национальный конгресс
Мари́йский национа́льный конгре́сс (луговомар. Марий калык конгресс; горномар. Мары халык конгресс; сев.-зап. мар. Маре калык конгресс) — республиканское общественное движение, образовано 28 марта 2002 года.
Ведёт активную работу по поддержке и развитию культуры марийского народа, информационному, методическому, образовательному, научному, а по возможности и материальному обеспечению культурной жизни марийцев не только в самой республике, но и за её пределами.
Во всех городах и районах Марий Эл в соответствии с её административно-территориальным делением создано 17 территориальных отделений движения. По состоянию на 2016 год количество членов организации: физических лиц — 417, юридических лиц — 1 (общественная организация Союз марийской молодёжи «У вий»).
Конгресс участвует в разработке и реализации инициатив органов государственной власти и местного самоуправления в области развития этнокультурных и межнациональных отношений в Марий Эл; представляет интересы марийского национального движения и национальных общественных организаций в республиканских правительственных совещательных органах.

## Председатели
- Иванов С. И., (2002 — декабрь 2005)
- Актанаев В. И., (декабрь 2005 — декабрь 2006)
- Русанов Ю. П., (декабрь 2006 — январь 2011)
- Александров Э. В., (январь 2011 — август 2016)
- Матвеев М. И. (август 2016 — февраль 2018)
- Кузьмин Е. П. (февраль 2018 — январь 2020)[1]
- Иманаев Э. А. (с января 2020)[2]